# Cỏ ca ri
Cỏ ca ri hay hồ lô ba, khổ đậu (danh pháp hai phần: Trigonella foenum-graecum) là một loài cây thuộc về họ Đậu (Fabaceae). Cỏ ca ri được sử dụng như là cây thuốc (phần lá) cũng như một loại gia vị (phần hạt). Nó được trồng rộng khắp trên thế giới như là một loại cây trồng bán khô hạn.
Tên gọi khoa học của cỏ ca ri là foenum-graecum có nguồn gốc từ tiếng La tinh để chỉ "cỏ khô Hy Lạp". Zohary và Hopf lưu ý rằng người ta vẫn chưa chắc chắn nòi giống hoang dã nào của chi Trigonella đã tiến hóa để trở thành giống cỏ ca ri được con người trồng, nhưng tin rằng nó được đem vào gieo trồng lần đầu tiên tại khu vực Trung Cận Đông. Các hạt cỏ ca ri hóa than đã được phục hồi tại Tell Halal, Iraq (với niên đại cacbon phóng xạ là khoảng năm 4000 TCN) và tại các tầng thuộc thời kỳ đồ đồng ở Lachish (Shephelah, Israel), cũng như các hạt khô tìm thấy trong mộ của Tutankhamen . Cato Già liệt kê cỏ ca ri cùng cỏ ba lá và đậu tằm như là các cây trồng để nuôi bò (De Agri Cultura, 27).
Các hạt cỏ ca ri màu vàng hay hổ phách, hình thoi, nói chung hay được sử dụng trong việc làm các món ngâm, bột ca ri khô và nhão, và nói chung hay bắt gặp trong các món ăn của ẩm thực Ấn Độ. Các lá non và chồi cỏ ca ri cũng được sử dụng làm rau ăn còn lá tươi hay khô được dùng để tạo hương vị trong nhiều món ăn khác. Các lá khô (người Ấn Độ gọi là kasuri methi) có vị đắng và mùi mạnh đặc trưng.
Tại Ấn Độ, các hạt cỏ ca ri được trộn với sữa chua và được dùng làm dầu dưỡng tóc. Nó cũng là một thành phần để sản xuất khakhra, một loại bánh mì. Nó được sử dụng trong injera/taita, một loại bánh mì chỉ có trong ẩm thực Ethiopia và ẩm thực Eritrea. Từ để chỉ cỏ ca ri trong tiếng Amhara là abesh (ኣብሽ), và tại đây nó được dùng làm cây thuốc để điều trị bệnh đái tháo đường. Nó đôi khi cũng được dùng như một thành phần để sản xuất một loại bơ (tiếng Amhara: qibé, Tigrinya tại Ethiopia và Eritrea: tesme), và nó là tương tự như ghee trong cách nói của người Ấn Độ. Tại Thổ Nhĩ Kỳ, tên gọi của cỏ ca ri (çemen) cũng là tên gọi cho một loại bột nhão sử dụng trong pastirma (một món thịt bò ướp gia vị và đem phơi khô trong không khí). Tại Yemen, nó là gia vị chính và là một thành phần thêm vào món ăn dân tộc gọi là saltah. Sự tương tự giữa từ hulba trong tiếng Ả Rập và từ huluba trong tiếng Trung quan thoại biểu lộ tầm quan trọng của cỏ ca ri trong lịch sử. Cỏ ca ri, hay Şambélilé trong tiếng Ba Tư, là một trong bốn cây thuốc được sử dụng trong đơn thuốc của người Iran là ghormeh sabzi.
Tại Ai Cập, các hạt cỏ ca ri được dùng như chè.
Các hạt cỏ ca ri là nguồn giàu polysacarit galactomannan. Nó cũng là nguồn chứa các saponin như diosgenin, yamogenin, gitogenin, tigogenin và neotigogen. Các thành phần hoạt hóa sinh học khác còn có chất nhầy, tinh dầu và các ancaloit như cholin và trigonellin.
Hiệu ứng phụ khi sử dụng, thậm chí chỉ một lượng nhỏ cỏ ca ri (ngay cả khi pha loãng với nước) là mùi siro phong hay cà ri trong mồ hôi và nước tiểu, do hợp chất thơm sotolon gây ra. Cỏ ca ri cũng hay được dùng trong sản xuất chất tạo mùi cho các loại xi rô nhân tạo. Hương vị của cỏ ca ri nướng là do các pyrazin thay thế, giống như thì là Ai Cập (Cuminum cyminum). Tự bản thân nó thì nó có vị hơi đắng.

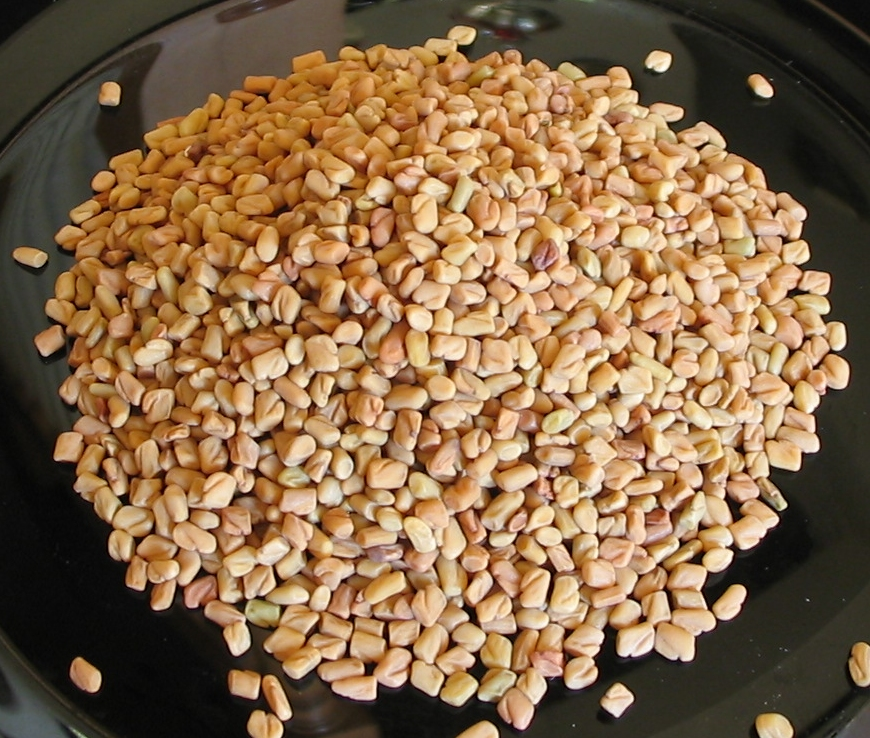
Hạt cỏ ca ri khô

Cỏ ca ri được sử dụng chủ yếu là hỗ trợ tiêu hóa. Nó là lý tưởng để điều trị rò xoang, sung huyết phổi, giảm viêm nhiễm  Lưu trữ ngày 25 tháng 9 năm 2019 tại Wayback Machine. Nó cũng được sử dụng trong vai trò của chất làm tăng tiết sữa cho các bà mẹ đang nuôi con bú. Nó có thể được tìm thấy trong dạng viên nang tại các hiệu thuốc thực phẩm.
Việc sử dụng hạt cỏ ca ri cho thấy nó có tác dụng hạ cholesterol, triglyxerit và các lipoprotein có tỷ trọng thấp ở người và các vật mẫu thực nghiệm (Basch và ctv., 2003). Several human intervention trials chứng minh rằng các hiệu ứng chống đái tháo đường của hạt cỏ ca ri cải thiện phần lớn các triệu chứng trao đổi chất có liên quan tới đái tháo đường kiểu 1 và kiểu 2 ở cả người lẫn các động vật thực nghiệm (Basch và ctv., 2003; Srinivas, 2005). Hiện tại, nó đã có bán dưới dạng viên nang theo các đơn thuốc như là chất bổ sung ăn kiêng để kiểm soát bệnh đái tháo đường và cao cholesterol.
Trong một số thí nghiệm gần đây, hạt cỏ ca ri có tác dụng chống lại ung thư vú (Amin và ctv., 2005) và ruột kết (Raju và ctv., 2006). Các tính chất bảo vệ gan của hạt cỏ ca ri cũng được thông báo trong một vài vật mẫu thực nghiệm (Raju và Bird, 2006; 

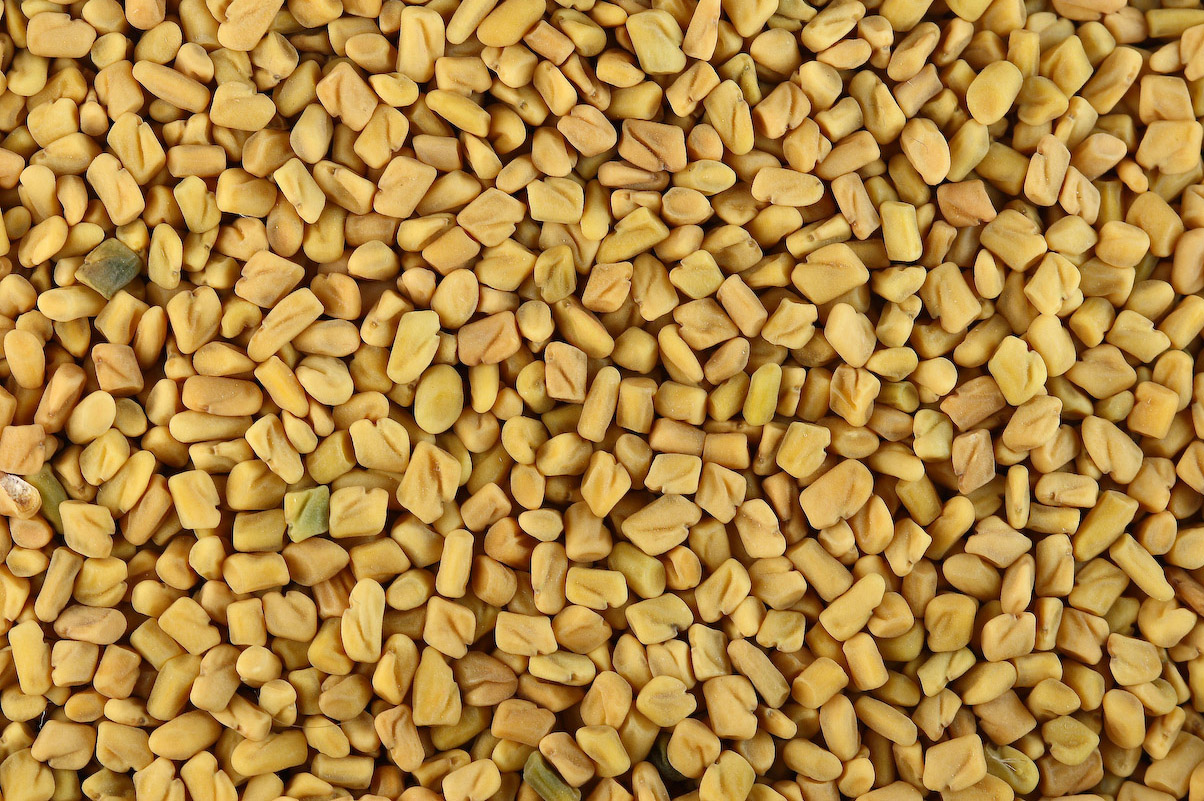
Hình chụp gần hạt cỏ ca ri